# Set You Free This Time

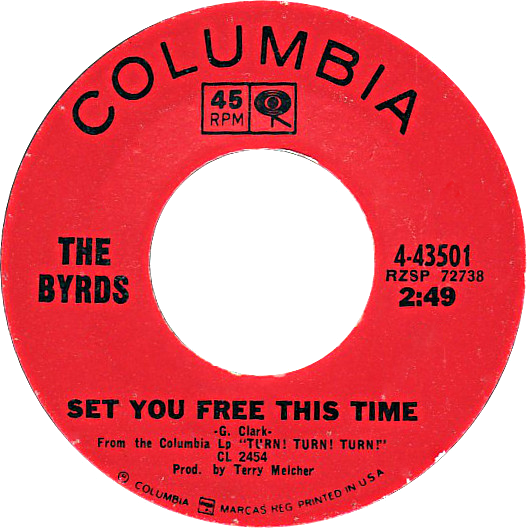

Set You Free This Time è un singolo del gruppo musicale statunitense The Byrds, pubblicato nel 1966 ed incluso nell'album Turn! Turn! Turn!.
La canzone è stata scritta da Gene Clark.

## Tracce
- 7"

1. Set You Free This Time
2. It Won't Be Wrong